# Euston (métro de Londres)
Pour les articles homonymes, voir Euston.
Ne doit pas être confondu avec Gare d'Euston.
Euston (prononcez [ˈjʊst(ə)n], en anglais : Euston tube station), est une station de la Northern line, branches Charing Cross et Bank, et de la Victoria line, du métro de Londres, en zone Travelcard 2. Elle est située sur l'Eversholt Street, à Euston Road (en), sur le territoire du borough londonien de Camden.
Station de correspondance, elle est établie sous la gare d'Euston, desservie par les trains de banlieue London Overground et les trains grandes lignes de Network Rail. Elle permet également de rejoindre la station Euston Square desservie par les lignes du métro Circle, District et Metropolitan.

## Situation sur le réseau
La station Euston, composée de trois sous-stations ayant chacune une desserte spécifique, est établie : sur la branche Charing Cross de la Northern line entre les stations Camden Town et King's Cross St. Pancras ; sur la branche Bank de la Northern line entre les stations Mornington Crescent et Warren Street ; et sur la Victoria line entre les stations Warren Street et King's Cross St. Pancras. Elle est en zone Travelcard 2.

## À proximité
- Euston Road (en)
- Gare d'Euston